# The Experiment (film 2010)
The Experiment è un film del 2010 diretto da Paul Scheuring.
È il remake del film The Experiment - Cercasi cavie umane ed è ispirato al reale esperimento di Philip Zimbardo avvenuto a Stanford.

## Trama
Travis è un uomo normale che passa le sue giornate lavorando in una casa di riposo e fantasticando su un suo grande sogno: girare il mondo. Quando viene licenziato, partecipa ad una manifestazione pacifista con un amico per evitare i mille problemi che lo assillano e conosce Bay, una ragazza indipendente e liberale, della quale si innamora subito, ricambiato. 
Dopo aver passato alcuni giorni insieme, Bay gli dice che andrà in India per un soggiorno spirituale; messo di nuovo di fronte ai suoi problemi economici, Travis legge per caso sul giornale un annuncio che attira la sua attenzione: si cercano persone disposte a partecipare ad un esperimento scientifico totalmente sicuro e dopo il quale riceveranno 1000 dollari al giorno. Una volta sul posto, i potenziali candidati vengono scremati facendo loro guardare filmati contenenti scene di estrema violenza e quindi sottoposti ad interviste singole, in cui vengono anche filmati; superati i test d'ammissione, Travis fa la conoscenza di Barris, uomo di mezza età ancora succube di sua madre, e i due diventano subito amici.
I 26 candidati ritenuti idonei vengono portati in un edificio isolato che verrà usato come prigione, e in cui sono installate delle telecamere grazie alle quali chi dirige l'esperimento potrà controllare ventiquattr'ore su ventiquattro l'andamento di tutti; i membri del gruppo vengono inoltre avvisati che se dovessero ricorrere all'uso della violenza l'esperimento finirà immediatamente. Ai partecipanti vengono assegnati ruoli precisi: la maggioranza (18) farà parte del gruppo dei prigionieri, tra cui Travis, i restanti (8) invece saranno di conseguenza le guardie carcerarie, e tra questi ci sarà Barris. Queste ultime avranno l'obbligo di vigilare sui prigionieri e di mantenere una rigida disciplina, punendo commisuratamente ogni infrazione dei detenuti entro un tempo massimo di mezz'ora, ma senza utilizzare la violenza. Se entro mezz'ora dall'avvenuta infrazione non sarà stato preso alcun provvedimento, una sirena suonerà e l'esperimento avrà immediatamente termine senza che nessuno sia pagato.
Dopo essere stati smistati nei due gruppi, i detenuti vengono messi in alcune celle, con 3 detenuti ciascuna (Travis viene messo con Benjy e Nix). Poi arriva il dottore a capo dell'esperimento, che illustra alle guardie le 5 regole di comportamento basilari:
1. I prigionieri devono fare 3 pasti al giorno, durante i quali tutto il cibo dev'essere consumato;
2. I prigionieri hanno a disposizione 30 minuti di ricreazione giornaliera;
3. I prigionieri possono accedere solo alle aree a loro designate;
4. I prigionieri possono parlare solo quando interpellati;
5. I prigionieri non possono toccare le guardie in nessuna circostanza.

Dopo un inizio promettente, in cui sia le guardie sia i carcerati vivono una pacifica convivenza al fine di ottenere tutti il premio in denaro, i rapporti iniziano ad incrinarsi presto: in una partita di basket durante la ricreazione un detenuto tenta di passare la palla ad una guardia, ma quest'ultima è disattenta e si prende la pallonata in volto. Le guardie discutono della gravità della cosa e, pur ritenendo il colpo un banale incidente, decidono di punire il prigioniero per non rischiare di perdere i soldi. Al detenuto viene perciò imposto di fare 10 flessioni; al suo rifiuto, tutti i prigionieri vengono puniti allo stesso modo. 
Nel secondo giorno, all'ora di pranzo tutti i prigionieri, escluso Nix (compagno di cella di Travis e sostenitore della razza ariana) si rifiutano di mangiare parte del cibo: una sostanza marrone e molliccia identificata dai prigionieri come merda di cane. Tutto diventa un goliardico lancio di cibo contro le guardie, le quali decidono di punirli severamente svuotando su di loro degli estintori, durante la notte. Travis in particolare, per aver istigato gli altri detenuti, viene prelevato dalla cella e ammanettato. Durante la stessa notte Benji, l'altro compagno di cella di Travis, inizia a sentirsi male per mancanza di zuccheri, ma viene ignorato completamente.
Nel terzo giorno le guardie notano l'assenza di Benjy alla ricreazione e lo trovano in cella, troppo debole per alzarsi, pallido e visibilmente sofferente. Leggendo la sua scheda personale scoprono che egli soffre di diabete e che dunque deve riequilibrare la glicemia per stare bene. Convinti che chi dirige l'esperimento provvederà alla sicurezza dell'uomo se questo è in serio pericolo, le guardie lo fanno alzare e ignorano le sue richieste di aiuto. Travis viene intanto punito la sera stessa, per le sue azioni: viene prelevato con la forza e gli vengono rasati a zero i lunghi capelli, e come ulteriore sfregio tutte le guardie (escluso Bosch e Sandberg) gli urinano addosso. Infine, Travis viene riaccompagnato in cella dove tenta di lavarsi il volto, ancora scioccato.
All'ora di pranzo del quarto giorno Travis nasconde un pezzo di pane per Benjy, che ancora non riesce ad alzarsi; quando glielo offre, il suo compagno svela che in realtà è diabetico e ha taciuto del fatto per potersi mettere alla prova. Impietosito, Travis chiede a Bosch, il più contrario alla violenza usata fino a quel momento, di procurargli dell'insulina offrendogli in cambio parte dei suoi soldi. Bosch rifiuta i soldi e si dirige verso il deposito per prendere la scorta di insulina di Benjy dal suo bagaglio; anche Chase va nel reparto prigionieri, arriva alla cella di Oscar, ragazzo fragile e impaurito e lo trascina in uno stanzino senza telecamere, dove lo molesta cercando di estorcergli un rapporto orale. 
Intanto Bosch viene scoperto da Barris a frugare nel bagaglio del povero Benjy per aiutarlo: l'uomo porta comunque l'insulina al malato, ma punisce sia Bosch, picchiandolo selvaggiamente, sia Travis, ficcandogli la testa nel water.
La mattina del quinto giorno i prigionieri vengono convocati e Bosch viene fatto "sfilare" davanti a tutti, con il volto tumefatto di sangue. Da quel momento le guardie decidono di destituirlo e renderlo un carcerato: Travis allora si ribella ai modi brutali delle guardie, si arrampica sulle sbarre di una cella e si avvicina ad una telecamera, chiedendo di interrompere subito l'esperimento. Viene quindi steso a terra da Barris, ma appena in tempo Benjy, per salvare l'amico, gli sferra un pugno in testa. Barris senza pensarci ribatte con un forte colpo con il manganello al cranio, uccidendolo. Travis viene rinchiuso per punizione in una vecchia caldaia e inizia pian piano a dare sintomi di follia, mentre le guardie separano i prigionieri e li ammanettano fuori dalle celle.
Il sesto giorno, Travis riesce ad evadere e sente Oscar urlare per l'ennesima violenza subita da Chase; dopo aver annientato la guardia, i due recuperano le sue chiavi e iniziano a liberare i prigionieri; nasce quindi una rivolta generale, Barris prende un coltello facendo intuire le sue intenzioni ma viene costretto alla fuga assieme alle altre guardie. Dopo aver sfondato la porta della guardiola, i carcerati iniziano una battaglia contro le guardie, Barris tenta di pugnalare Travis, che fortunatamente lo blocca appena in tempo; poi lo atterra ed inizia a prenderlo ferocemente a pugni sul viso, ma dopo poco suona la sirena che indica la fine dell'esperimento e la porta della prigione si apre. Usciti fuori, carcerati e guardie si rendono conto del livello di bestialità che hanno raggiunto in soli 6 giorni, e vengono portati via da un autobus. Qui si vede Barris che stringe l'assegno pattuito ma senza il coraggio di guardare in faccia Travis; Nix chiede all'ex compagno di cella se si sente ancora sul gradino più alto della scala evolutiva, dopo tutto quel che è successo, e questi gli risponde che a differenza degli animali a loro resta ancora la possibilità di cambiare.
Alla fine vi è il ricongiungimento in India di Travis e Bay, con l'uomo visibilmente segnato dall'esperienza passata, e che scoppia a piangere sulla spalla di lei.

## Distribuzione
Il film non è passato dalle sale cinematografiche italiane. Da novembre 2010 è reperibile in DVD. Dal 2021 è stato disponibile su Netflix.